# Stakeholder-Dialog
Der Stakeholder-Dialog ist ein Instrument des sogenannten CSR-Managements (Corporate Social Responsibility) in Unternehmen und Institutionen.
Stakeholder sind Personen oder Institutionen, die einen "Stake", also ein Interesse oder einen Anspruch an ein Unternehmen haben. Mit solchen Gruppen eine strukturierte Form der Auseinandersetzung zu führen, ist Teil von CSR. Für den Stakeholder-Dialog gilt folgende Definition: "Ein Stakeholder-Dialog ist ein einzelnes, strukturiertes Gespräch zwischen Unternehmensvertretern und Anspruchsgruppen zur Ermittlung der Interessenkonstellation der Stakeholder und deren subjektiver Wahrnehmung des Unternehmens in einem diskursiven Prozess, ohne über das Gespräch hinausgehende Verpflichtungen." Hochrangige Unternehmensvertreter sollen als Gradmesser für die Ernsthaftigkeit des unternehmerischen Willens zum Dialog einbezogen sein. Der Dialog soll durch eine externe, unparteiische Organisation durchgeführt bzw. moderiert werden.
Vorteile von Stakeholder-Dialogen sind: Förderung des Verständnisses für CSR im Unternehmen, Erkennen der Anliegen der Stakeholder und ihrer Möglichkeiten der Einflussnahme, Vermitteln von Interessen, Prävention von Konflikten, Trendbeobachtung, Identifizierung von Schlüsselthemen, Anregungen für die CSR-Politik und -Leitbilder, Information der Stakeholder über CSR-Aktivitäten, Nutzung des Know-hows der Stakeholder, Erkennen von Stärken und Schwächen vor dem Gang in die Öffentlichkeit (zum Beispiel beim ersten CSR-Bericht). Darüber hinaus eröffnen sie oft Chancen für längerfristige Kommunikationsprozesse und Kooperationen.
Die wichtigsten Regeln – insbesondere für die Teilnehmer im Unternehmen – fordern:
- Ernst nehmen
- Offenheit und Ehrlichkeit
- Zurückstellen von Marketingaspekten
- richtiges und gutes Zuhören
- Wertschätzung und Geduld für Fremdes